# Василівські водоспади
Васи́лівські водоспа́ди — геологічна пам'ятка природи місцевого значення в Україні. Розташована в межах Чернівецького району Чернівецької області, в селі Василів.
Площа 0,05 га. Статус надано згідно з рішенням облвиконкому від 17.03.1992 року № 72. Перебуває у віданні: Василівська сільська рада.
Статус надано для збереження двох мальовничих водоспадів у межах села на Чуньківському потоці (права притока Дністра).